# Putinci
Petőc (szerbül Putinci / Путинци) település Szerbiában, a Vajdaságban, a Szerémségi körzetben, Ruma községben.

## Demográfiai változások
| 1948 | 1953 | 1961 | 1971 | 1981 | 1991 | 2002 |
| ---- | ---- | ---- | ---- | ---- | ---- | ---- |
| 2251 | 2294 | 3029 | 2938 | 3075 | 2890 | 3244 |